# Messier 107
M107 (Messier 107 / NGC 6171) is een bolvormige sterrenhoop in het sterrenbeeld Slangendrager (Ophiuchus). Het hemelobject werd ontdekt in 1782 door Pierre Méchain en in 1793 herontdekt door William Herschel. Pas in 1947 werd het object, door Helen Sawyer Hogg, opgenomen in de lijst van Messierobjecten als nummer 107.
Op een afstand van bijna 21 000 lichtjaar van de Aarde is M107 zo'n 80 lichtjaar in diameter. De bolhoop vertoont gebieden die uit donkere materie lijken te bestaan, iets wat ongebruikelijk is voor een bolvormige sterrenhoop. 25 veranderlijke sterren zijn in de cluster bekend.